# Polder Den Hoek en Schuwagt

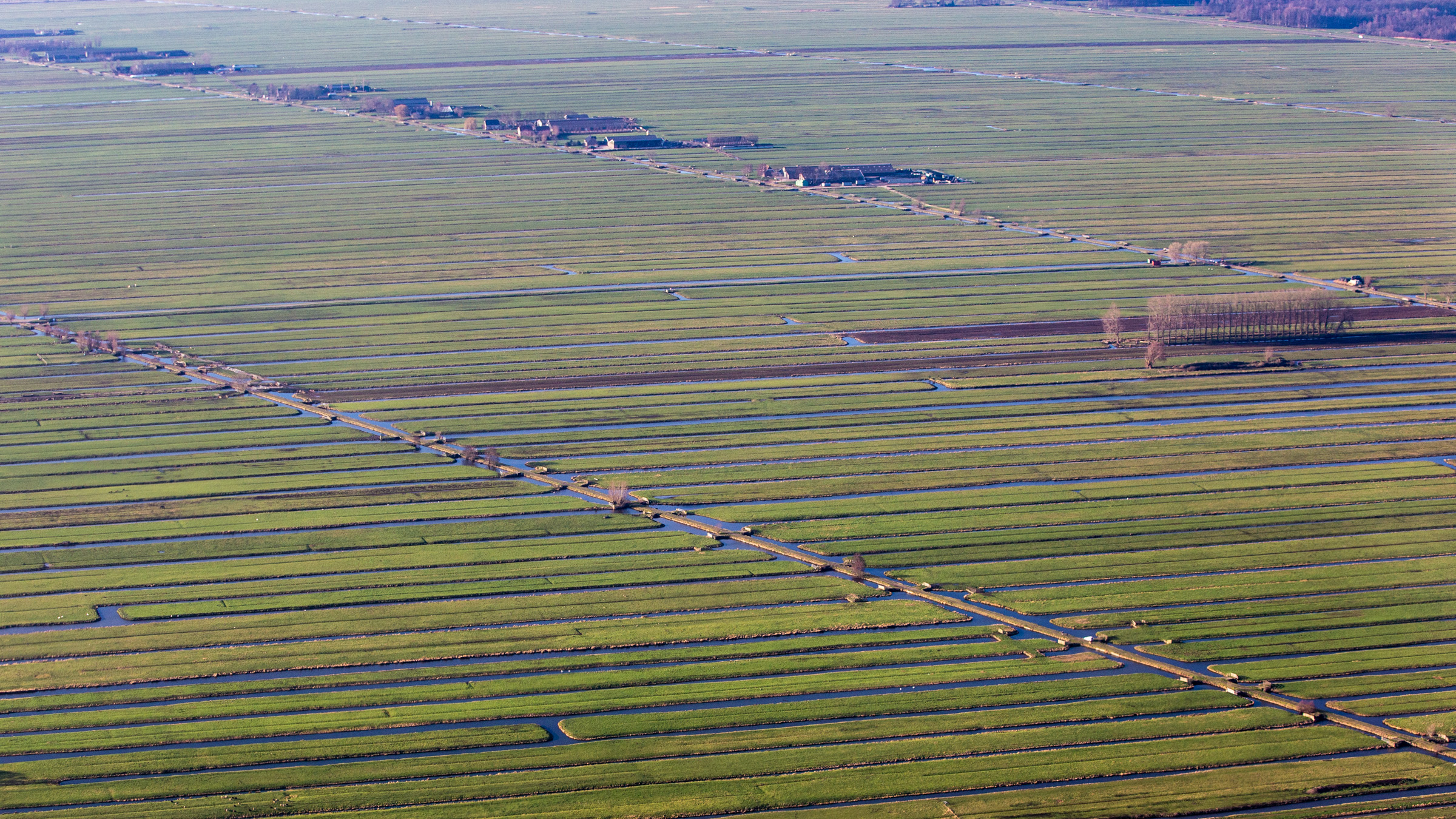
Polder den Hoek met in het midden Wetering Oost

Polder Den Hoek en Schuwagt (of Schuwacht) is een polder in het Zuiden van de Krimpenerwaard, onder Lekkerkerk. De polder grenst in het Zuiden aan  de Lek, in het Noorden aan  de Loet. In Schuwagt ligt de buurtschap Schuwacht. De buurtschap Opperduit ligt in Den Hoek.  De polders waren beiden verdeeld in een deel Buitenland en een deel Binnenland. De vereniging van de twee polders Den Hoek (1370 hectare) en Schuwagt (860 hectare) werd, voor de gezamenlijke bemaling, al geregeld in 1470. 
Beide polders loosden aanvankelijk hun water op de Lek. Omdat dit steeds moeilijker ging werd in het midden van de 14e eeuw het water via de Loet en een nieuwe watergang op de Hollandse IJssel bij Krimpen aan den IJssel geloosd. Dit was gunstiger omdat in 1285 de IJssel was afgesloten. Hierdoor daalde de waterstand in die rivier. Twee windmolens werden geplaatst aan de noordwestrand van de polder Schuwagt en twee anderen tegen de westrand van de polder Den Hoek.Een vijfde molen, aan de noordgrens van Den Hoek waterde uit op de Loet. Ook de polder Zuidbroek maakt hier gebruik van.
Ook dit voldeed niet en aan het einde van de 14e eeuw werd een uitwatering naar de Lek gegraven. Na de invoering van de windbemaling in de 15e eeuw werd weer op de IJssel geloosd, Het kanaal van de Loet naar de IJssel werd ingericht als boezem.
De polder vielen onder beheer van het ambacht Lekkerkerk.
Vanaf 1868 wordt de bemaling van de polders overgenomen door het Gemaal Reinier Blok. De polder is in 1975 opgeheven en opgegaan in het Hoogheemraadschap van de Krimpenerwaard.Sinds 2011 wordt het water uit de polder Kromme, Geer en Zijde in het kader van het Veenweidepact via een brede nieuwe watergang naar het gemaal Hillekade getransporteerd. Dit gemaal verplaatst het water naar de polder Den Hoek en Schuwagt. Hier wordt het water afgevoerd naar het gemaal Johan Veurink en dan naar de Hollandse IJssel.